# Балтійська вулиця (Київ, Оболонь)
Балті́́йська ву́лиця — зникла вулиця, що існувала в Мінському районі (нині — Оболонському) міста Києва, місцевість Куренівка, промзона Оболонь. Пролягала від вулиці Семена Скляренка до вулиці Марка Вовчка.

## Історія
Вулиця виникла у 70-х роках XX століття під назвою Нова, назву Балтійська вулиця набула 1977 року. У довіднику «Вулиці Києва» 1995 року вулиця внесена в перелік зниклих.
До 1977 року назву Балтійська вулиця мала інша вулиця на Куренівці, яка пролягала від Сирецької вулиці до площі Фрунзе, ліквідована у зв'язку з переплануванням.